# Giulio Saraceni
Giulio Saraceni (falecido em agosto de 1640) foi um prelado católico romano que serviu como bispo de Pula (1627–1640).

## Biografia
No dia 1 de março de 1627, Giulio Saraceni foi nomeado pelo Papa Urbano VIII como Bispo de Pula. A 19 de março de 1627, foi consagrado bispo por Federico Baldissera Bartolomeo Cornaro, bispo de Bergamo com Germanicus Mantica, bispo titular de Famagusta, e Pace Giordano, bispo de Trogir, servindo como co-consagradores. Saraceni serviu como Bispo de Pula até à sua morte em agosto de 1640.
Enquanto bispo, foi o co-consagrador principal de: Marc'Antonio Verità, Bispo de Ossero (1633).